# International Swimming Hall of Fame

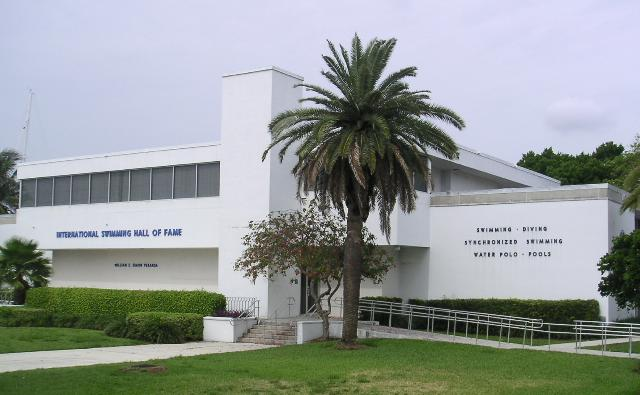
Siedziba ISHOF

International Swimming Hall of Fame, ISHOF – międzynarodowa galeria sław pływania mieszcząca się w budynku nad brzegiem Atlantyku w Fort Lauderdale na Florydzie.

## Osoby uhonorowane członkostwem w Hall of Fame
| Rok nadania członkostwa | Imię i nazwisko |
| ----------------------- | --- |
| 1965                    | Buster Crabbe Wilbert Longfellow Charles Daniels Pat McCormick Gertrude Ederle / Matt Mann Dawn Fraser Pamela Morris Beulah Gundling Katherine Rawls Jamison Handy / Max Ritter Duke Kahanamoku Murray Rose Adolph Kiefer Don Schollander Robert Kiphuth Matthew Webb Kusuo Kitamura Johnny Weissmuller Albert White |
| 1966                    | Dave Armbruster Edward Kennedy Bill Bachrach Helene Madison Arne Borg Shelley Mann / Ernst Brandsten Jack Medica Steve Clark Wallace O’Connor Georgia Coleman Mike Peppe Ann Curtis Clarence Pinkston Pete Desjardins Wally Ris Alan Ford Soichi Sakamoto Alfréd Hajós Bill Smith Eleanor Holm Joe Verdeur Ragnhild Hveger Chris von Saltza Esther Williams                                                                 |
| 1967                    | Miller Anderson Hironoshin Furuhashi Carl Bauer Louis deBreda Handley Sybil Bauer Beth Kaufman Frank Beaurepaire Al Neuschaefer Ethelda Bleibtrey Martha Norelius Ma Braun Betty Becker Pinkston Tedford Cann Paul Radmilovic Jacques-Yves Cousteau Aileen Riggin Soule Fanny Durack Norman Ross Bracia Spance (Walter, Leonard, Wallace)                                                                                   |
| 1968                    | Jeff Farrell George Kojac Benjamin Franklin Sammy Lee Zoltán Halmay Hendrika Mastenbroek Harry Hebner Dorothy Poynton George Hodgson Emil Rausch John Arthur Jarvis Carroll Schaeffer Warren Kealoha David Theile Yoshiyuki Tsuruta |
| 1969                    | Greta Andersen Ethel Lackie Fred Cady Frederick Lane Donna deVarona Michael McDermott Vicki Draves János Németh / Stefen Hunyadfi Al Patnik Bernard Kieran Henry Taylor |
| 1970                    | Walter Bathe Claire Galligan Rodzina Cavill Richard Hough Florence Chadwick James McLane Jack Cody Henri Padou Willy den Ouden Charlie Sava Olga Dorfner Robert Webster |
| 1971                    | George Corsan Márton Homonnai Ray Daughters Cor Kint Richard Degener John i Ilsa Konrads Jennie Fletcher Helen Meany Leo Goodwin Mike Troy John Higgins William Yorzyk |
| 1972                    | Stan Brauninger Ford Konno Boy Charlton Mario Majoni Earl Clark Erich Rademacher Lorraine Crapp Sharon Stouder Helen Wainwright |
| 1973                    | Greta Johansson John Marshall Bruce Harlan Éva Novák i Ilona Novák Jon Henricks Yoshi Oyakawa Walter Laufer Jan Stender Nel van Vliet |
| 1974                    | Bertram Cummins William Henry Charlotte Epstein Annette Kellerman Harold Fern Frederick Luehring Ellen Fullard-Leo John Trudgen Alick Wickham |
| 1975                    | George Breen Ingrid Krämer David Browning Frank McKinney Karen Harup Keo Nakama Claudia Kolb Tom Robinson Mina Wylie |
| 1976                    | Catie Ball Ada Kok Joaquín Capilla Charles McCaffree Forbes Carlile Carl Robie James Counsilman Sylvia Ruuska Marjorie Gestring Roy Saari Gyarmati Dezső Charles Silvia Charles Hickcox Éva Székely Alberto Zorrilla |
| 1977                    | Mike Burton Alex Jany Sherm Chavoor Chet Jastremski Peter Daland Debbie Meyer Shane Gould Galina Prozumienszczikowa George Haines Michael Galitzen Mark Spitz |
| 1978                    | István Bárány Olivér Halassy Lynn Burke Micki King Cathy Ferguson Masaji Kiyokawa Peter Fick Walt Schlueter Ralph Flanagan Gary Tobian Valéria Gyenge Kay Vilen |
| 1979                    | Katherine Curtis Hideko Maehata John Devitt Paula Jean Myers Pope Kaye Hall Dick Smith Jan Henne Harold Smith Harold Henning Allen Stack Gunnar Larsson Don Talbot Michael Wenden |
| 1980                    | Kevin Berry Håkan Malmrot Marie BraunHonor Alban Minville Robert Clotworthy Phil Moriarty Thomas Cureton Karen Muir Juno Stover Irwin Heidi O’Rourke Mary Kok Clarke Scholes Lance Larson Elaine Tanner George Wilkinson |
| 1981                    | Helen Crlenkovich Lenore Kight Klaus Dibiasi Perry McGillivray Kornelia Ender Roland Matthes Masaru Furukawa Yasuji Miyazaki Judy Grinham Javier Ostos Gary Hall Sr. Imre Sárosi Cecil Healy Charles Smith Marion Kane Marshall Wayne |
| 1982                    | Shirley Babashoff György Kárpáti Jean Boiteux Ulrika Knape Clare Dennis John Naber Joan Harrison Farid Simajka Hjalmar Johansson Gus Stager David Wilkie |
| 1983                    | Melissa Belote Anita Lonsbrough Hobie Billingsley Ulrike Richter Ferenc Csik Nida Senff Milena Duchkova Jackson Smith Don Gambril Kenneth Treadway Gail Johnson Tsuyoshi Yamanaka |
| 1984                    | Gloria Callen Zdravko Kovacic-Ciro Carin Cone Thompson Mann John Davies Bill Mulliken Emile Georges Drigny Anne Ross Harry Gallagher Jean Taris Jack Hatfield Lillian Watson Ralph Hutton Bernie Wrightson |
| 1985                    | Phil Boggs Ian O’Brien Virginia Duenkel Douglas Russell Sharon Finneran Al Schoenfield Howard Firby John Skinner Terry Gathercole Katalin Szőke Dick Kimball Helen Vanderberg |
| 1986                    | Teresa Andersen John Kinsella Lesley Bush Rosemarie Kother Novella Calligaris Jim Montgomery William Dawson Bob Mowerson Brian Goodell Sandra Neilson Richard Papenguth Eric Adlerz Albina Osipowich George Hearn Frank Parrington Stubby Kruger Joe Ruddy Paul Neumann C. W. Wallis |
| 1987                    | Đurđica Bjedov Milhaly Mayer Patty Caretto Andrea Pollack Jennifer Chandler Cynthia Potter Bruce Furniss Dick Roth Dick Hannula Nobutaka Taguchi Petra Thümer |
| 1988                    | Mike Bruner John Hencken Cathy Carr Barbara Krause Mary Freeman Maria Lenk Sue Gossick Ron O’Brien Jed Graef Ulrika Tauber Kim Welshons Arno Bieberstein Harry LeMoyne Charlotte Boyle Lucy Morton Stefani Clausen-Fryland Joseph Plentinex Leo Donath Clarence Ross Paul Gunther Otto Scheff Frederick Holman Peg Seller Ernst Hoppenberg Robert Skelton Louis Kuehn Caroline Smith Ludy Langer Gottlob Walz Albert Zurner |
| 1989                    | Mayumi Aoki Carol Redmond Lyle Draves Rica Reinisch George Gate David Robertson Stephen Holland Petra Schneider Margo McGrath Carolyn Schuler Don McKenzie Tim Shaw Zoe Ann Olsen Tom Stock Stan Tinkham Frank Cotton George Sheldon Belle Moore Mariechen Wehselau Bob Muir Margaret Woodbridge |
| 1990                    | Hannelore Anke Irina Kalinina Ransom Arthur Steve Lundquist Tracy Caulkins Caren Metschuck Rick DeMont Eraldo Pizzo Tetsuo Hamuro Albert VandeWeghe Robert Windle Gerard Blitz Irene Guest John Faricy Fritz Gunst Harrison Glancy Monfieur Thevenot Herbert Vollmer |
| 1991                    | Jeannette Campbell Felipe Munoz Richard Cleveland Monte Nitzkowski Kathleen Ellis Keena Rothhammer Frank Guthrie Satoko Tanaka Harry Holiday Władimir Wasin Shozo Makino Sharon Wichman George Center Josephine McKim Richmond Cavill Eve Clyde Swendsen Jane Fauntz Katsuo Takaishi June Taylor |
| 1992                    | Susie Atwood Jerry Heidenreich Alex Baumann Sam Herford Franco Cagnotto Karen Moe Hanns Fassnacht Ray Rude Shirō Hashizume Jelena Waitseszowskaja Tracey Wickham Tom Blake Erwin Sietas Eleanor Garatti-Seville James Smith Thor Henning Masanori Yusa |
| 1993                    | Aleksiej Barkałow Mary Meagher Rick Carey Jiro Nagasawa Cecil Colwin Kristin Otto Tamas Farago Tracie Ruiz Greg Louganis Władimir Salnikow Deryk Snelling Paul Boyton Alice Lord Landon Virginia Hunt Newman / Lillian MacKellar Bernardo Picornell |
| 1994                    | Brad Cooper Kalman Markovits Victor Davis Jack Nelson Michelle Ford Ken Sitzberger Nancy Hogshead Carolyn Waldo Zhou Jihong Albert Wiggins June Krauser Cynthia Woodhead Taylor Drysdale Hilde Schrader Austin Rawlinson Noboru Terada |
| 1995                    | Candie Costie Glen McCormick Gianni DeMagistris Michele Mitchell Rowdy Gaines Susan Pedersen Michael Groß Edward Stickles Andrea Gyarmati Nort Thornton Bill Lippman Beverly Whitfield Phyllis Harding Billy Rose Bela Komjadi Gus Sundstrom Harold Langner Clara Lamore Walker |
| 1996                    | Duncan Armstrong Dave Edgar Dawn Pawson Bean Laurie Lawrence Sylvie Bernier Gail Neall Tiffany Cohen Béla Rajki Penny Dean István Szívós Frank Dempsey Matt Vogel Joyce Cooper Reizo Koike / Otto Wahle Ardeth Mueller Ray Taft |
| 1997                    | Michael Barrowman Kim Linehan Matt Biondi Katsuyoshi Murakami Ellie Daniel Megan Neyer Ursula Happe William Berge Phillips Karen Josephson Mark Schubert Sarah Josephson István Szívós Jesse Vassallo Shigeo Arai Walter Brack Tim Garton Gail Roper |
| 1998                    | Abdellatief Abouheif Dezső Lemhényi / Paul Bergen Tim McKee Christine Caron Gao Min Don Harper Betsy Mitchell Lina Kaciusajte Pablo Morales Mustapha Larfaoui Anthony Nesty Gerald Forsberg Norma Olsen William Prew Jayne Owen Bruner Graham Johnston |
| 1999                    | Kristen Babb-Sprague Anne Ottenbrite Ray Bussard Jewgienij Sadowy Falk Hoffman Sebastian Salinas Abril Kelly McCormick Mirko Sandić Adrian Moorhouse Carrie Steinseifer Harold Martin Kelley Lemmon Maxine Merlino |
| 2000                    | Michelle Cameron Richard Quick Lynne Cox Cesare Rubini Tamas Darnyi Mark Tewksbury Gail Emery Mary Wayte Tan Liangde Xu Yanmei / Charles Steedman Barbara Dunbar |
| 2001                    | Michelle Calkins Aleksandr Kabanow Krisztina Egerszegi Kouji Katoh Janet Evans Jeff Rouse Carlos Giron Nick Thierry Tom Jager Wendy Wyland Robert Hoffman Patty Robinson Fulton |
| 2002                    | Patricia Elsener Summer Sanders Tom Gompf Terry Schroeder Igor Polanski Jill Sterkel Eddie Reese Melvin Stewart Peg Hogan Georg Zacharias |
| 2003                    | James Malcolm Cameron Danyon Loader Sylvie Frechette Jewgienij Szaronow Horatio Iglesias Laura Val Mark Lenzi Xu Yiming William Wilson |
| 2004                    | Becky Dyroen-Lancer Giorgio Lamberti Zoran Janković Dienis Pankratow Skip Kenney Ross Wales Martín López-Zubero Ralph Thomas |
| 2005                    | David Berkoff Yoshiko Osaki Thea de Wit Randy Reese Fu Mingxia Norbert Rozsa Cindy Nicholas Craig Wilson John Henry Derbyshire |
| 2006                    | Jane Asher Igor Milanović Joe Bottom Susie O’Neill Flip Darr Kieren Perkins Carlo Dibiasi Alison Streeter Tom Dolan Xiong Ni |
| 2007                    | Thomas Battersby Manuel Estiarte Bob Helmick Mikako Kotani Penelope Heyns Debbie Muir / Ratko Rudić Sun Shuwei Amy Van Dyken |
| 2008                    | / Perica Bukić Jon Urbanchek Fred Deburghgraeve Debbie Watson Anita Nall Herman Willemse Jill Savery Shelley Taylor-Smith |
| 2009                    | Olga Brusnikina Kevin Murphy Inge de Bruijn Aleksandr Popow Gianni Lonzi Jenny Thompson Ikkaku Matsuzawa Iet van Feggelen Judy McGowan |
| 2010                    | Paul Asmuth Murray Stephens Brooke Bennett Tamás Széchy Larry Griswold Petria Thomas Marija Kisielowa Franziska van Almsick Cornelio Miguel Marculescu Bulfon Teofio Yldefonso |
| 2011                    | Re Calcaterra Thomas Hoad Denes Kemeny Lenny Krayzelburg Michael Read Aleksandar Šoštar Miya Tachibana Ian Thorpe |
| 2012                    | Gustavo Borges Milt Campbell Domenico Fioravanti Eldon Godfrey Laszlo Kiss Frank Kurtz Tian Liang Julio Maglione Jesus Miguel Rollan Prada Jill Sudduth József Szabó |
| 2013                    | / Milivoj Bebić Alberto Castagnetti Gary Hall Jr. Dagmar Hase Hu Jia Jana Kłoczkowa Cliff Lumsdon Chi Lieh Yung Peter Montgomery Nathalie Schneyder Pieter van den Hoogenband Mu Chengkuan Mu Xiangxiong |
| 2014                    | Grant Hackett Ágnes Kovács Tom Malchow Peng Bo Penny Vilagos Vicky Vilagos Carlo Silipo Karen Kuipers Charlotte Davis József Nagy Norman Sarsfield Bruce Hopping |
| 2015                    | Boxi Liang Enith Brigitha Bartolo Consolo James Gaughran Jodie Henry Anastasija Jermakowa Masako Kaneko Lao Lishi Diana Mocanu Karlyn Pipes / Ivo Trumbić Irene van der Laan Don Watson |
| 2016                    | Jelena Azarowa Siemion Bojczenko / Horst Gorlitz Frank Gorman Guo Jingjing Peter Heatly Łarisa Ilczenko Hilda James Leonid Mieszkow Camille Muffat Aaron Peirsol Desmond Renford Dmitrij Sautin Dara Torres Monique Wildschut Reprezentacja Węgier w piłce wodnej (2000-2008) |
| 2017                    | Alain Bernard András Bodnár Osvaldo Codaro Ian Crocker Anastasija Dawydowa Bridgette Gusterson Takashi “Halo” Hirose Dick Johums Leisel Jones Heinz Kluetmeier Laure Manaudou Walter Poenisch Georges Vallerey Jr. Maarten van der Weijden Laura Wilkinson Wu Chuanyu Zhang Xiuwei |
| 2018                    | Rebecca Adlington Amanda Beard Andy Burke Joy Cushman / Irina Łaszko Petyr Stojczew Bill Sweetenham Miho Takeda Libby Trickett Brenda Villa |
| 2019                    | Jason Lezak Otylia Jędrzejczak Stephanie Rice Britta Steffen Li Ting Alessandro Campagna Boris Popow Olga Siedakowa Marcy MacDonald Ferenc Salamon Alfred Nakache |